# Korg Mono/Poly
Der Korg Mono/Poly ist ein vierstimmiger monophoner Analogsynthesizer, der zwischen 1981 und 1984 von Korg produziert wurde und in den 1980er Jahren weit verbreitet war.
Der Synthesizer kann bei Bedarf in einen polyphonen Modus geschaltet werden. Dabei teilen sich alle vier Oszillatoren dieselbe Filter- und Verstärkerstufe. Korg versuchte damit sowohl für Monosolisten als auch für Flächenspieler ein Musikinstrument zu bauen, welches mehrstimmiges Spielen ermöglichte, aber den preislichen Rahmen nicht sprengte.

## Technik

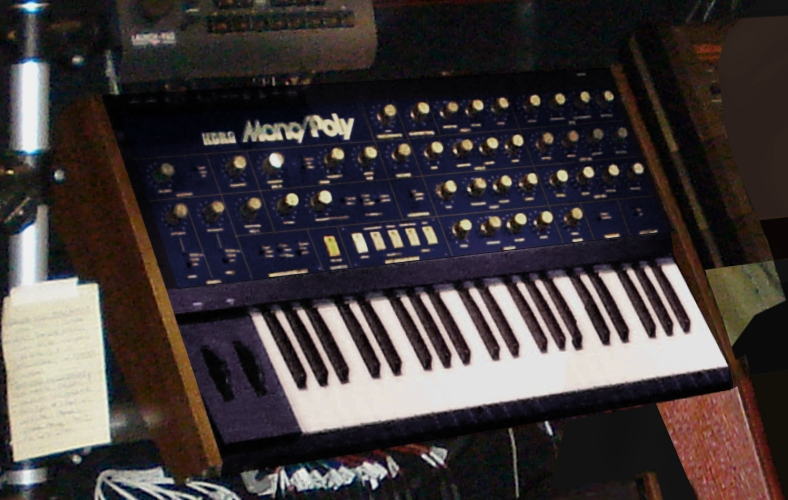
Korg Mono/Poly

Wie auch der Korg Polysix ist der Mono/Poly nicht anschlagsdynamisch spielbar. Die vier Oszillatoren vom Typ SSM2033 arbeiten mit Dreieck-, Sägezahn- und Rechteckschwingung mit Pulsweitenmodulation.
Der KORG 24-dB-Filter (SSM2044) arbeitet weniger brachial als der für seine Rauheit bekannte Moog-Ladder-Filter. Für das Erreichen des Filtercharakters und für den ADSR-Hüllkurvengenerator sind für die damalige Zeit, sehr aufwändige Integrierte Schaltkreise verbaut worden.
Die Hüllkurvengeneratoren arbeiten mit sehr kurzen Zugriffszeiten. Damit können sehr perkussive, harte Klänge produziert werden. Was dieses Instrument im Speziellen auszeichnet, ist eine Reihe von Modulationseingriffen, welche hardwareseitig auf der Bedienoberfläche geschaltet werden können. Das macht seinen Klang pulsierend lebendig und gegenüber damaligen simpler strukturierten Synthesizern sehr markant. Auf die Pulsweite geschaltete Hüllkurven, die umfangreichen LFOs (Low Frequency Oscillator) oder seine sehr klangformenden SYNC- und Crossmodulation-Möglichkeiten machen seinen Klang unverkennbar. Erwähnenswert ist die Tatsache, dass gerade den Sync- bzw. Cross-Funktionen ein Sonderbereich namens "Effects" zugewiesen wird. Korg legte damit den Grundstein für die spätere Kombination von Klangerzeugung und Signalverarbeitung in einem Gerät.
So wurde ein Sound namens "GROK" vorgestellt, der aus einem anschwellenden SYNC/CROSS-Klang zu dieser Zeit nur von wesentlich teureren und aufwändigen Modularsynthesesystemen zu hören war. Als Innovation kann der integrierte Arpeggiator betrachtet werden.
Die Haptik des Mono/Poly zeigt sich im dunkelblauen Stahlblechgehäuse, umrahmt von furnierten Holzseiten und einem Holzunterträger. Seine Tastatur hat 44 Tasten in Standardgröße. Jeder Parameter wird über einen eigenen Schalter, Rad oder Drehpotentiometer gesteuert. Dabei geschehen Klangveränderungen angenehm schnell und sehr intuitiv.
Aufgrund fehlender Klangspeicher wurden seitens Korg leere, gedruckte Layouts mitgeliefert, in denen die Parameterwerte per Hand eingeschrieben werden konnten. Jedem der vier Oszillatoren unterschiedliche Wellenformen, Fußlagen, Pulsweiten und Level geben zu können, zeigt sein Potential. Besonders erwähnenswert sind die CV- (Controlled Voltage) Ein- und Ausgänge auf der Geräterückseite zum Anschluss analoger Schwellerpedale oder Analogsequenzer. Das Tempo des Arpeggiators kann durch einen eigenen Eingang, z. B. mit Drumcomputern, synchronisiert werden.

## Bedeutung
Der Mono/Poly war 1982 mit ca. 2400 DM ein erschwinglicher Synthesizer. Polyphon spielbare Synthesizer wie der Roland Jupiter-8, Oberheim OB-8 oder gar der Moog Memorymoog waren aufgrund der sehr aufwändigen Elektronik wesentlich teurer und überdies sehr störungsanfällig. Er erschien zeitlich vor wichtigen Modellen wie Yamaha DX7, Roland JUNO-60 und Korg M1 und kam daher bald ins Hintertreffen. Auch fiel es dem Mono/Poly sehr schwer, aus dem Schatten seines „Bruders“, des Korg Polysix, herauszutreten. Dessen erschwinglicher Preis, sechsstimmige Polyphonie und Speicherbarkeit waren in den beginnenden 1980er Jahren gewichtige Trümpfe bei der Kaufentscheidung.
Im Schatten des Korg Polysix, mit 64 Speicherplätzen für Klänge aber wenigen Möglichkeiten zur Klangerzeugung, erlebte der speicherlose Mono/Poly erst einige Zeit später, zu Beginn der 1990er Jahre, eine Neuentdeckung.
2020 wurde von Behringer ein Nachbau unter den Namen "MonoPoly" auf den Markt gebracht.

## Belege
1. ↑  Dirk Horst: Synthiepop – die gefühlvolle Kälte. Geschichten des Synthiepop. Books on Demand, Norderstedt 2010, ISBN 978-3-8423-3422-9, S. 26.
2. ↑  The best NAMM show in Years. In: Keyboard. Bd. 33, Nr. 3, 2007, ISSN 0730-0158, S. 130, wörtlich: 80s lead snyth., the Mono/Poly.